# Akoma Ntoso
Akoma Ntoso (Architecture for Knowledge-Oriented Management of African Normative Texts using Open Standards and Ontologies) ist ein XML-Standard für Dokumente in den Bereichen parlamentarische Arbeit, Gesetzgebung (Legislative) und Rechtsprechung (Judikative).
Der Ausdruck Akoma Ntoso bedeutet auch „verbundene Herzen“ in den westafrikanischen Akan-Sprachen. Der Standard wird üblicherweise „XML AKN“ abgekürzt, aber teilweise auch als „LegalDocML“ bezeichnet.
Akoma Ntoso entstand im Rahmen des UN-Projektes „Africa i-Parliament Action Plan“. OASIS übernahm Akoma Ntoso als Grundlage für den LegalDocML-Standard; das entsprechende XML-Schema hat als Wurzel „akomaNtoso“. Mittlerweile wird es von der UN, der EU und vielen weiteren Ländern als XML-Standard und -Datenaustauschformat für die Rechtsetzung verwendet. Auch Deutschland entwickelt ein Anwendungsprofil namens „LegalDocML.de“. Der Einsatz zur Abbildung von Gerichtsdokumenten in Deutschland wird wissenschaftlich erprobt und evaluiert.
Laut OASIS hat Akoma Ntoso folgende Ziele:
- Definition eines Dokumentenformats;
- Definition eines Modells zum Dokumentenaustausch;
- Definition eines Datenschemas;
- Definition eines Metadatenschemas und einer Ontologie; und
- Definition eines Modells für Zitate und Querverweise.

## Deutsches Anwendungsprofil „LegalDocML.de“
In Deutschland entwickelt das Bundesministerium des Innern unter Beteiligung des Deutschen Bundestags und seiner Ausschüsse, dem Bundesrat, dem Nationalen Normenkontrollrat und dem Bundespräsidialamt seit 2016 ein deutsches Anwendungsprofil von Akoma Ntoso unter dem Namen „LegalDocML.de“ im Kontext des Projekts E-Gesetzgebung. Ziel des Projekts ist es unter anderem, die Gesetzgebungsverfahren auf Bundesebene zu modernisieren, um einen digitalen Rechtsetzungsprozess vom Entwurf bis zur Veröffentlichung zu ermöglichen (BT-Drs. 19/25654).
Im März 2020 wurde die Version 1.0 des Standards LegalDocML.de veröffentlicht, die auf einem modellbasierten Entwicklungsansatz in Anlehnung an XÖV basiert. Der Standard führt den European Legislation Identifier für Deutschland ein und ist Grundlage für die Entwicklung entsprechender IT-Lösungen, wie etwa einem Gesetzgebungs-Editor oder dem Rechtsinformationssystem. Bestehende IT-Lösungen wie das Word-Plugin eNorm und der Standard xNorm sollen abgelöst werden. In weiteren Versionen soll LegalDocML.de als Inhaltsdatenstandard der Rechtssetzung in Deutschland alle Dokumente der Rechtsetzung, der Verkündung sowie der Parlamentsararbeit abdecken. Eine Nutzung und Öffnung durch die Bundesländer ist möglich. Der bereits etablierte Standard ist für die Struktur von Normen und Normentwürfen im Anwendungsbereich der Normsetzung der Bundes verbindlich.
Deutschland beteiligt sich im Kontext der Arbeitsgremien der Europäischen Union an der Entwicklung und Nutzung des Standards in Europa, wozu unter anderem die Weiterentwicklung der EU-Open-Source Tools „LEOS“ gehört.